# Нурсултан (месторождение)
Нурсултан, Блок Н — нефтегазовое месторождение Казахстана, расположенное в 75 км к югу от г. Актау в Каспийском море. Площадь месторождения составляет 8100 км². Месторождение Нурсултан входит в проект «Н». Название месторождению дано по имени первого президента Казахстана Нурсултана Назарбаева.

## Характеристика

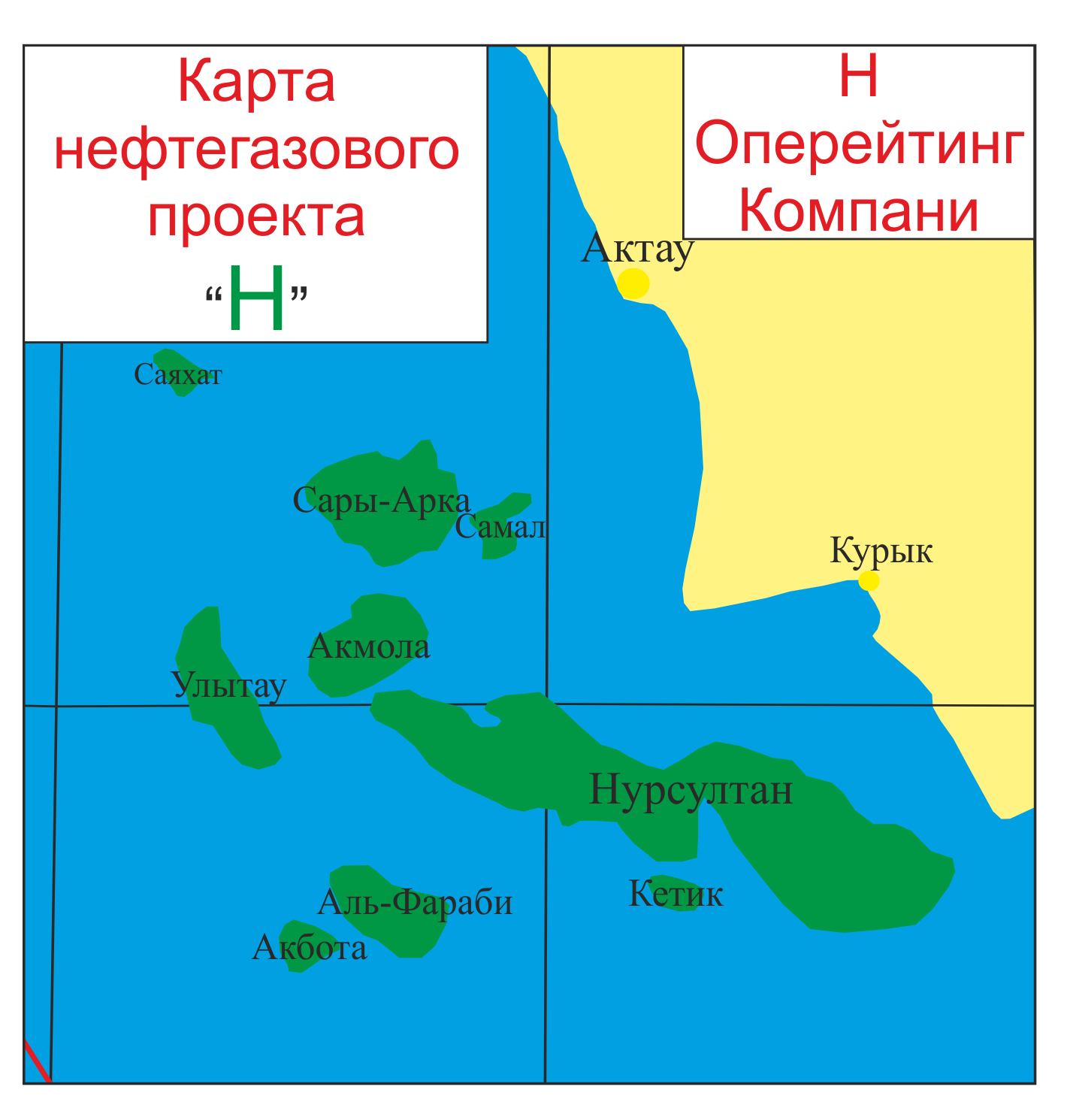

Нурсултан состоит из 2 частей: основной (западный), Ракушечное-море (восточный). Нефтегазоносность связана с отложениями мелового и юрско-триасового комплексов. Глубина моря в пределах месторождения меняется от 0 до 340 м. Самая глубоководная часть находится на юго-восточной части месторождения. В сводовой части месторождения Нурсултан глубина воды равна 29 м, Ракушечное-море — 47 м.

## Оператор блока
Оператором проекта «Н» является компания Н Оперейтинг Компани, созданная КазМунайГаз (51 %) и другими участниками американской нефтяной компаний ConocoPhillips (24,5 %) и Mubadala Investment Company (24,5 %).

## Запасы
Нефтяные запасы месторождения колеблются в широких пределах от 1 до 6 млрд т нефти, а газовые запасы — от 0,5 до 4 трлн м³ природного газа.